# Krzysztof Nitkiewicz
Krzysztof Nitkiewicz (Białystok, 17 luglio 1960) è un vescovo cattolico polacco, dal 13 giugno 2009 vescovo di Sandomierz.

## Biografia
Krzysztof Nitkiewicz è nato a Białystok il 17 luglio 1960 da Jerzy e Otylia Bartnik.

### Formazione e ministero sacerdotale
Dopo gli studi primari e secondari, nel 1979 è entrato nel seminario maggiore dell'arcidiocesi di Białystok. Poco dopo l'immatricolazione è stato incorporato nel battaglione Bartoszyce e ha prestato servizio fino allo scioglimento dell'unità, nel marzo del 1980.
Il 19 giugno 1985 è stato ordinato presbitero per l'arcidiocesi di Białystok da monsignor Edward Kisiel. Ha completato gli studi difendendo la tesi di teologia presso l'Università Cattolica di Lublino. Dopo l'ordinazione è stato vicario parrocchiale della parrocchia di Sant'Antonio a Sokółka dal 1985 al 1986. Nel settembre del 1986 ha iniziato gli studi specialistici a Roma, che ha completato con un dottorato in diritto canonico presso la Pontificia Università Gregoriana. Ha composto una tesi sulla storia delle fonti giuridiche sotto la direzione del futuro cardinale Péter Erdő. Nel 1991 è tornato in diocesi e ha assunto la carica di vicepresidente del tribunale metropolitano di Białystok e la docenza di diritto canonico presso il seminario maggiore dell'arcidiocesi. A quel tempo era anche segretario generale del sinodo diocesano e lavorava come catechista nella sesta scuola locale.
Il 1º luglio 1992 è stato assunto dalla Congregazione per le Chiese orientali e il 15 marzo 2002 è stato nominato sottosegretario di quel dicastero. Nel 2002 è entrato a fare parte del consiglio superiore delle Pontificie Opere Missionarie. Nel 1996 è stato nominato cappellano di Sua Santità e nel 2006 prelato d'onore di Sua Santità. Nel 2002 è stato nominato canonico onorario del capitolo metropolitano dell'arcidiocesi di Białystok.
Nel periodo in cui operava a Roma è stato anche cooperatore nella parrocchia di San Clemente e assistente ecclesiastico del gruppo scout AGESCI Roma 66. Ha anche tenuto lezioni al Pontificio istituto orientale. Nel febbraio del 2009 è stato nominato rettore della chiesa di San Biagio degli Armeni a Roma.
Nel 1995 è divenuto postulatore nel processo di canonizzazione di padre Michał Sopoćko, confessore di Santa Faustina Kowalska. La causa è stata coronata dalla beatificazione il 28 settembre 2008. Attualmente è postulatore della causa di beatificazione del cardinale Stanislao Osio.
Ha collaborato anche con la sezione polacca di Radio Vaticana e ha pubblicato articoli nei settimanali religiosi polacchi di carattere divulgativo.

### Ministero episcopale
Il 13 giugno 2009 da papa Benedetto XI lo ha nominato vescovo di Sandomierz. Ha ricevuto l'ordinazione episcopale il 4 luglio successivo nella cattedrale della Natività di Maria Vergine a Sandomierz dall'arcivescovo Józef Kowalczyk, nunzio apostolico in Polonia, co-consacranti l'arcivescovo metropolita di Lublino Józef Mirosław Życiński e quello di Danzica Sławoj Leszek Głódź.
Nel febbraio del 2014 ha compiuto la visita ad limina.
È consultore del Pontificio consiglio per i testi legislativi dal 14 aprile 2011 e membro della commissione per il dialogo teologico tra la Chiesa cattolica e la Chiesa ortodossa.
In seno alla Conferenza episcopale polacca è delegato per i rapporti con il Consiglio ecumenico polacco, presidente del consiglio per l'ecumenismo e membro del comitato per il Concordato della Chiesa.
È autore di libri e articoli nel campo del diritto canonico latino-orientale.

## Genealogia episcopale
La genealogia episcopale è:
- Cardinale Scipione Rebiba
- Cardinale Giulio Antonio Santori
- Cardinale Girolamo Bernerio, O.P.
- Arcivescovo Galeazzo Sanvitale
- Cardinale Ludovico Ludovisi
- Cardinale Luigi Caetani
- Cardinale Ulderico Carpegna
- Cardinale Paluzzo Paluzzi Altieri degli Albertoni
- Papa Benedetto XIII
- Papa Benedetto XIV
- Papa Clemente XIII
- Cardinale Enrico Benedetto Stuart
- Papa Leone XII
- Cardinale Chiarissimo Falconieri Mellini
- Cardinale Camillo Di Pietro
- Cardinale Mieczysław Halka Ledóchowski
- Cardinale Jan Maurycy Paweł Puzyna de Kosielsko
- Arcivescovo Józef Bilczewski
- Arcivescovo Bolesław Twardowski
- Arcivescovo Eugeniusz Baziak
- Papa Giovanni Paolo II
- Arcivescovo Józef Kowalczyk
- Vescovo Krzysztof Nitkiewicz

## Araldica
| Stemma | Titolare                                   | Descrizione |
|        | Krzysztof Nitkiewicz Vescovo di Sandomierz | Lo stemma di monsignor Krzysztof Nitkiewicz è costituito da uno scudo posto davanti a una croce latina, ornata con cinque gemme di colore rosso che simboleggiano le piaghe di Cristo. I quattro raggi che intersecano l'incrocio tra i quattro bracci della croce possono essere interpretati come un riferimento alle rappresentazioni della croce nella tradizione orientale, in relazione con il passato ministero del vescovo. Il tutto è coronato da un cappello di colore verde come segno di speranza, con un cordone rifinito su entrambi i lati con sei nappe. Tale cappello, chiamato galero, indica la dignità del vescovo. Il numero di 12 nappe si riferisce alla verità sulla successione apostolica trasmessa da Gesù Cristo. Il galero veniva usato in passato, comunemente dal clero durante i viaggi e i pellegrinaggi. Nell'araldica ecclesiastica è utilizzato dal XIII secolo. Lo scudo è diviso in due campi. In quello superiore vi è una fenice che sorge dalle ceneri su campo oro. Il colore oro è un simbolo di trascendenza e si riferisce alla divinità di Gesù Cristo, luce pasquale, a cui tutti i pellegrini si dirigono. La fenice, un uccello in bianco e oro, simboleggia l'immortalità e il trionfo della vita eterna sulla morte. Quando si avvicina la morte, lo stesso mitico uccello prende fuoco. Dalle ceneri la fenice poi rinasce. La morte e la rinascita della fenice è un'immagine simbolica della morte e risurrezione di Cristo. Questo simbolo, popolare nella cultura dell'Egitto, della Cina e dell'India, è conosciuto anche dai tempi biblici, ad esempio nel Libro di Giobbe 29, 18 ed è stato adottato dal cristianesimo già nel II secolo, come dimostrano le rappresentazioni pittoriche delle catacombe e i rilievi dei sarcofagi. I Padri della Chiesa lo hanno usato per immaginare il sacrificio di vita di Cristo sulla croce e sulla resurrezione. Incarna anche la purezza e la verginità, specialmente della Madre di Dio, così come la natura divina di Cristo. Il pellicano, uccello presente spesso negli stemmi dei vescovi, esprime la sua natura umana. Dal XII secolo è anche un attributo dei penitenti e delle anime che si purificano dai peccati nelle fiamme del purgatorio. Inoltre, secondo alcune tradizioni, solo le persone di cuore puro possono vedere questo uccello. Nella parte inferiore vi sono diversi simboli mariani. La luna d'argento, che si riferisce alla Madonna di Ostra Brama, è un simbolo dell'epoca pre-cristiana della Vergine Maria come Regina del Cielo. Esiste una correlazione con i simboli del messaggio cristiano della fenice come uccello solare. Maria nella sua purezza è colei che vince le tenebre e il peccato e porta speranza di rinnovamento, portando avanti la Luce dalla Luce. La divisione dello scudo ha il significato del confine tra giorno e notte, tra bene e male, tra sacro e profano. Due fiumi sono presenti nel campo in basso sotto la forma di una linea ondulata. Il simbolo del fiume e il suo passaggio dovrebbero essere combinati con la tradizione iconografica delle rappresentazioni di Cristo che porta Cristo. Questo si riferisce inoltre al nome del vescovo e dei fiumi Vistola e San che attraversano la diocesi. Un cartiglio posto sotto lo scudo reca il motto episcopale "Misericordias Domini cantabo". |